# Jan Johansen (kanotist)
Jan Johansen, född den 3 december 1944 i Tønsberg, Norge, är en norsk kanotist.
Han tog OS-guld i K-4 1000 meter i samband med de olympiska kanottävlingarna 1968 i Mexico City.
Han tog OS-brons på samma distans i samband med de olympiska kanottävlingarna 1972 i München.